# Liste des chefs de la république de Carélie
Le chef de la république de Carélie est le chef du pouvoir exécutif de la république de Carélie en Russie. Il est élu au suffrage universel direct. Le statut et les pouvoirs du chef de la République sont déterminés par le chapitre 4 de la constitution de la république de Carélie.

## Chefs de la république de Carélie (depuis 1990)
| No                                       | Portrait                                 | Nom                                      | Appartenance politique                        | Début de mandat                          | Fin de mandat                            | Élections                                |
| Président du Conseil suprême (1990-1994) | Président du Conseil suprême (1990-1994) | Président du Conseil suprême (1990-1994) | Président du Conseil suprême (1990-1994)      | Président du Conseil suprême (1990-1994) | Président du Conseil suprême (1990-1994) | Président du Conseil suprême (1990-1994) |
| ---------------------------------------- | ---------------------------------------- | ---------------------------------------- | --------------------------------------------- | ---------------------------------------- | ---------------------------------------- | ---------------------------------------- |
| 1                                        |                                          | Viktor Stepanov (en) (né en 1947)        | PCUS (jusqu'en 1991) Patrie - Toute la Russie | 18 avril 1990                            | 17 mai 1994                              |                                          |
| Président du gouvernement (1994-2002)    |                                          |                                          |                                               |                                          |                                          |                                          |
| 1                                        |                                          | Viktor Stepanov (en) (né en 1947)        | Patrie - Toute la Russie                      | 17 mai 1994                              | 1er juin 1998                            | 1994                                     |
| 2                                        |                                          | Sergueï Katanandov (né en 1955)          | Indépendant                                   | 1er juin 1998                            | 12 mai 2002                              | 1998                                     |
| Chef de la République (2002-présent)     |                                          |                                          |                                               |                                          |                                          |                                          |
| 2                                        |                                          | Sergueï Katanandov (né en 1955)          | Indépendant                                   | 12 mai 2002                              | 30 juin 2010                             | 2002                                     |
| 2                                        | 2006*                                    | Sergueï Katanandov (né en 1955)          | Indépendant                                   | 12 mai 2002                              | 30 juin 2010                             |                                          |
| 3                                        |                                          | Andreï Nelidov (en) (né en 1956)         | Russie unie                                   | 1er juillet 2010                         | 22 mai 2012                              | 2010*                                    |
| 4                                        |                                          | Aleksandr Hudilainen (en) (né en 1957)   | Russie unie                                   | 22 mai 2012                              | 15 février 2017                          | 2012*                                    |
| 5                                        |                                          | Arthur Parfentchikov (en) (né en 1964)   | Russie unie                                   | 15 février 2017                          | en cours                                 | 2017                                     |
| 5                                        | 2022                                     | Arthur Parfentchikov (en) (né en 1964)   | Russie unie                                   | 15 février 2017                          | en cours                                 |                                          |
| *élections par l'assemblée législative   |                                          |                                          |                                               |                                          |                                          |                                          |

## Mode d'élection
Le chef est élu tous les 5 ans par la population de la république de Carélie, au suffrage universel uninominal à deux tours.